# 차코그라칠레주머니쥐
차코그라칠레주머니쥐 또는 차코가냘픈주머니쥐(Cryptonanus chacoensis)는 남아메리카에서 발견되는 주머니쥐의 일종이다. 아르헨티나와 브라질 그리고 파라과이의 토착종이다. 서식지는 계절성 홍수림 초원과 숲과 그란차코 인근 지역이다.